# 張咨 (明朝)
張咨，山東济南府商河县人，民籍，明朝政治人物。

## 生平
成化元年（1465年）乙酉科山東鄉試舉人。初知直隶曲阳县，历知光州、涿州，以治最，升知卫辉府、九江府，弘治十二年（1499年）正月升河東盐运使，十五年正月考察致仕。

## 家族
祖父張宗岩；父張紳，知州。子张九叙，弘治十八年进士，官至都御史。次子张九霄，经魁，官至永平府通判。